# 圣让索莱米约
圣让索莱米约（法語：Saint-Jean-Soleymieux，法語發音：[sɛ̃ ʒɑ̃ sɔlemjø]）是法国卢瓦尔省的一个市镇，位于该省西南部，属于蒙布里松区。

## 地理
圣让索莱米约（45°30'13"N, 4°2'20"E）面积16.47 平方千米，位于法国奥弗涅-罗讷-阿尔卑斯大区卢瓦尔省，该省份为法国中南部省份，北起顺时针与索恩-卢瓦尔省、罗讷省、伊泽尔省、阿尔代什省、上盧瓦爾省、多姆山省和阿列省接壤。
与圣让索莱米约接壤的市镇（或旧市镇、城区）包括：拉绍尔姆、圣克莱芒德瓦洛尔格、拉费埃地区拉沙佩勒、沙泽勒叙拉维约、舍讷雷耶、居米耶尔、马尔热里-尚塔格雷、马罗勒、索莱米约。

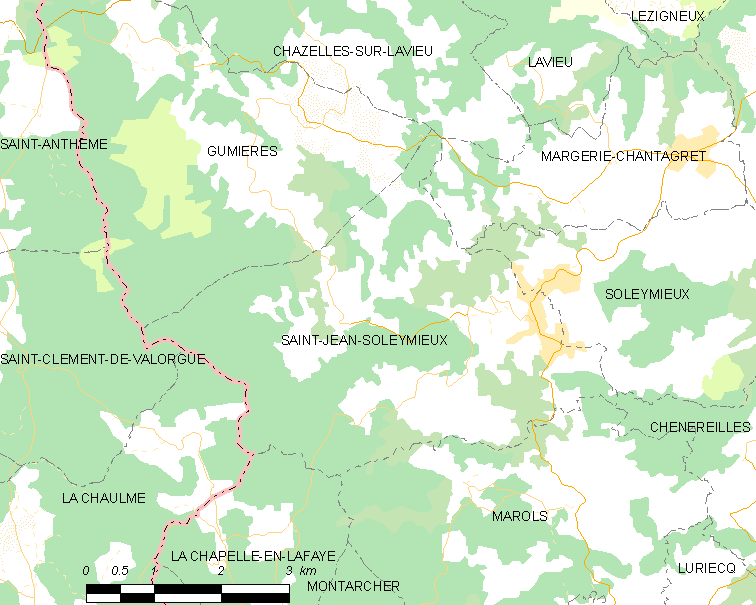
圣让索莱米约的OSM定位图

圣让索莱米约的时区为UTC+01:00、UTC+02:00（夏令时）。

## 行政
圣让索莱米约的邮政编码为42560，INSEE市镇编码为42240。

## 政治
圣让索莱米约所属的省级选区为蒙布里松县。

## 人口

1962-2008年间圣让索莱米约人口变化图示

圣让索莱米约于2022年1月1日时的人口数量为844人。